# Щука (учения, 1977)
«Щука» — военно-морские противолодочные учения разнородных сил Краснознаменного Северного флота СССР, проводившиеся в масштабе флота осенью 1977 года в акватории Баренцева моря.

## Суть учений
Через все районы, где поиск осуществляют подводные лодки, надводные корабли, а также авиация флота, задумано было провести ракетную АПЛ, изображающую противника.
Участвовали атомные подводные лодки «К-462»(командир капитан 2 ранга Никитин В. В.), «К-481» (с экипажем 343), надводные корабли Северного флота, противолодочная авиация.
Из воспоминаний командира штурманской части АПЛ «К-462» капитана 2 ранга Бородулькина П.А:
```
«Мы, получив задание, вышли в море и направились в свой район. Для занятия района нам следовало от острова Кильдин идти курсом 0, то есть строго на север, и иметь генеральную скорость 12 узлов… В назначенном нам районе мы обнаружили кого следует, передали контакт группе эсминцев и вообще стали героями дня»
```